# MidnightBSD
MidnightBSD — свободная Unix-подобная операционная система, ориентированная на настольные компьютеры, изначально созданная на основе FreeBSD 6.1 и периодически обновляемая кодом и драйверами из более поздних версий FreeBSD. В качестве стандартной среды рабочего стола используется Xfce.

## История и разработка
Эта операционная система начиналась как форк FreeBSD в 2005 году. Основатель проекта, Лукас Холт (англ. Lucas Holt), хотел создать настольную операционную систему, основанную на BSD. В ней объединены идеи DesktopBSD, TrueOS и GNUstep. В дальнейшем к проекту присоединились ещё ряд разработчиков, включая Карин Холт (англ. Caryn Holt), Д. Адама Карима (англ. D. Adam Karim), Фила Перейру (англ. Phil Pereira), и Кристиана Рейнхардта (англ. Christian Reinhardt). За инжиниринг выпуска продолжал отвечать основатель. В дополнение к GNU Compiler Collection был добавлен Portable C Compiler. Другие изменения ранних версий включали в себя обнаружение звуковой карты при запуске, и более новые версии многих программных пакетов, включая BIND, GCC, OpenSSH и Sendmail, а также систему создания Live CD.

## Этимология
ОС названа в честь домашнего животного Лукаса и Карин Холт, Миднайт (рус. Полночь, англ. Midnight), чёрного турецкого ангорского кота.

## Лицензирование
MidnightBSD выпускается под несколькими лицензиями. Код ядра и большая часть вновь созданного кода выпускаются под двухпунктовой лицензией BSD. Есть части под лицензиями GPL, LGPL, ISC и Beerware, а также под трёх- и четырёхпунктовыми лицензиями BSD.